# Cupar
Pour l’article homonyme, voir Cupar (Saskatchewan).
Cupar (Cùbar en gaélique (gd)) est une ville et ancien burgh royal d'Écosse, situé dans le council area et région de lieutenance du Fife, à 20 kilomètres au sud de Dundee. De 1975 à 1996, elle était la capitale administrative du district de North East Fife, au sein de la région du Fife.